# Тёмная синица
Тёмная  синица (лат. Melaniparus funereus) — вид птиц из семейства синицевых (Paridae). Данный вид ранее относили к роду Parus, но перенесли в род Melaniparus, когда Parus был разделен на несколько возрожденных родов после публикации подробного молекулярно-филогенетического анализа в 2013 году. Выделяют два подвида. Распространён в Африке.

## Описание
Тёмная синица достигает длины 13—14,5 см и массы от 22 до 29 г. У взрослых самцов номинативного подвида всё тело, крылья и хвост черноватые или угольно-чёрные, в свежем оперении от макушки до кроющих перьев хвоста с голубовато-зелёным отливом. Верхние кроющие перья крыльев тускло-голубовато-зелёные, а маховые перья немного темнее, наружные первостепенные маховые перья с тонкой сероватой бахромой. Подмышечные впадины от черноватого до тёмно-серого цвета; в поношенном оперении маховые перья более тусклые и коричневые. Радужная оболочка от тёмно-ярко-красной до оранжево-красной; клюв чёрный; ноги голубовато-серые или чёрные. Самка похожа на самца, но у нее верхняя часть тела черновато-серая, кончики перьев от лба до затылка коричневато-серые, верхняя часть тела более тусклая и менее блестящая, чем у самца, хвост с серо-коричневой каймой, большие кроющие и маховые перья также с серой каймой, лицо и низ более бледные и серые. Молодые особи похожи на самца, но верхняя часть тела черновато-коричневая, без глянцевых оттенков, и большие кроющие перья с большими белыми кончиками. Подвид M. f. gabela мало отличается от номинанта, но горло и грудь более тусклого чёрного цвета, без зеленоватого блеска, а самка бледнее, с нижней частью тела голубовато-серого цвета.

## Вокализация
Тёмная синица издает самые разнообразные звуки, включая медленное и звонкое «see-er, see-er, see-er», или «ss-pyew», или «fui-tsiu», или «see-tyop», а также металлическое «chut-chut-tzi-tzi-tzi» и свистящее «tsi-tsi-tsi-tu», или серия медленных, резких звуков «tirrru, tirrru, tirrru, turee, tirrru». Песня, по-видимому, представляет собой более длинную и разнообразную версию позывок, включающую в себя медленное, металлическое и звенящее «tsi-piu, tsi-piu, tsi-piu», или «tsi-pupu, tsi-piu, tsi-pupu, tsitsi-pu» и повторяющееся «zi-zizi-huititi-tihui-tihui», а также смесь резких и свистящих нот, включающих различные позывки и стрекотание, а также случайные имитации других птиц, например, лесной фразерии (Fraseria ocreata).

## Места обитания и биология
Естественными местами обитания тёмной синицы являются густые первичные и вторичные вечнозеленые леса, а также галерейные леса, старые плантации и опушки. Встречается на высоте от 550 до 2500 м над уровнем моря.
Тёмная синица добывает пищу обычно парами или небольшими семейными группами по 3—6 особей или более крупными группами до 15 особей; часто присоединяется к смешанным стаям. Активно питается в кронах деревьев с листвы, на коре и стволах; редко опускается ниже 15 м от земли. В состав рациона входят мелкие беспозвоночные, в основном жуки (Coleoptera) и прямокрылые (Orthoptera), личинки (в основном чешуекрылых); а также семена и фрукты.
Биология размножения исследована недостаточно. Период размножения, возможно, зависит от выпадения осадков. Взрослые особи в состоянии размножения наблюдались в ноябре в Западной Африке и в марте, июне и сентябре в Конго, а птенцы в апреле—июле и октябре в Западной Африке и октябре в Уганде. Найдено одно гнездо, выстланное мягким растительным материалом, расположенное на высоте 15 м от земли в дупле мёртвого дерева. В кладке три яйца. Другой информации нет.

## Подвиды и распространение
Выделяют два подвида:
- Melaniparus funereus funereus Verreaux & Verreaux, 1855 — от Гвинеи до Уганды, Кении и Демократической Республики Конго
- Melaniparus funereus gabela (Traylor, 1961) — запад Анголы